# Die Barbarin und der Troll
Die Barbarin und der Troll (Originaltitel: The Barbarian and the Troll) ist eine kanadisch-US-amerikanische Puppenserie unter der Regie von Mike Mitchell und Drew Massey, die am 2. April 2021 auf Nickelodeon, USA, uraufgeführt wurde. Es war eine Koproduktion von Bright Light Pictures, Mike Mitchell Productions und Nickelodeon Animation Studio.
Im Land Gothmoria ist Brendar eine wilde Kriegerprinzessin, die einen Angriff auf ihre Familie rächen will. Sie findet Abenteuer, als sie Evan trifft, einen temperamentvollen Brückentroll auf der Suche nach Aufregung und einem Ort, um seine Lieder aufzuführen. Sie schließen sich zusammen, um ihr Königreich zu retten und ihre beiden Träume wahr werden zu lassen. Brendar und Evan werden bald von Horus, dem Zauberer, seiner in eine Eule verwandelten Tochter Stacey und Horus' verzauberter Axt begleitet.

## Cast
Spencer Grammer als Stimme von Brendar, einer Barbarenkriegerin, die auf der Suche nach dem Dämon ist, der ihre Mutter getötet und ihren jüngeren Bruder vertrieben hat.
Drew Massey als Evan, ein Trollprinz, der sich Brendars Questtrupp anschließt, um seinem Traum zu folgen und ein Barde zu werden.
Andere bekannte Darsteller sind Colleen Smith, Allan Trautman, Sarah Sarang Oh, Peggy Etra, James Murray, Nicolette Santino, Jeny Cassady und Gina Yashere.

## Produktion
Die Serie mit dem damaligen Titel Brendar the Barbarian wurde am 23. September 2020 offiziell angekündigt. Die Produktion soll Ende 2020 beginnen. Gedreht wurde in Vancouver, British Columbia, Kanada. Spencer Grammer wurde als Stimme von Brendar mit den Puppenspielern bestehend aus Drew Massey, Colleen Smith, Allan Trautman, Sarah Sarang Oh, Nicolette Santino, Peggy Etra, James Murray und Jeny Cassidy besetzt. Es wurde bestätigt, dass Phil LaMarr und Gina Yashere Stimmen liefern, wobei erstere die Stimme eines Ritters namens Steve ist.